# Rejon czerwieński
Rejon czerwieński (rejon ihumeński, biał. Чэрвеньскі раён) – rejon w centralnej Białorusi, w obwodzie mińskim.
- Białorusini – 92,3%
- Rosjanie – 5,3%
- Ukraińcy – 1%
- Polacy – 0,3%
- inni – 1,1%